# Theclopsis murex
Theclopsis murex is een vlinder uit de familie van de Lycaenidae. De wetenschappelijke naam van de soort werd als Thecla murex in 1907 gepubliceerd door Hamilton Herbert Druce.

## Synoniemen
- Uzzia splendor Johnson, 1991